# Experimenta
Experimenta  è una mostra scientifica interattiva, a cadenza annuale, svoltasi a Torino dal 1985 al 2006. Nell'estate del 2009 ha ripreso l'attività presso il Museo regionale di scienze naturali della Regione Piemonte.
Ogni anno è dedicata a un tema differente.

## La prima edizione
L'esordio fu a Villa Gualino, sulla Collina Torinese, col tema Fenomeni dal mondo della scienza e della tecnica.
Nel 1985 l'Italia non conosceva ancora mostre scientifiche interattive rivolte al grande pubblico. Il concetto di science center, aveva radici in Francia, Regno Unito, Spagna, Paesi Bassi ma non in Italia. C'era, remoto, il mito dell'Exploratorium di San Francisco, in California, fondato nel 1969 da Frank Oppenheimer. Ma pochi in Italia ne avevano una conoscenza diretta. Come l'Exploratorium, Experimenta si fondava sull'idea pedagogica che si impara meglio se ci si diverte e se si mettono le mani su oggetti concreti, facendo prima l'esperimento e poi il ragionamento che lo spiega.
Nelle prime due edizioni, con Tullio Regge presidente del comitato scientifico e Pino Zappalà curatore e direttore, Experimenta riproduceva alcuni exhibit classici di acustica, meccanica, ottica ed elettromagnetismo. Per esempio, paraboloidi per concentrare a distanza la voce e mostrare la natura ondulatoria del suono, la bicicletta sul filo, esperimenti sulla conservazione della quantità di moto e altri sugli inganni percettivi. Cioè exhibit nei quali il visitatore diventa parte dell'esperimento, anzi è l'interruttore dell'esperimento.

## Successo
Il successo fu immediato, i visitatori sono stati in media più di centomila ad edizione e si sono creati rapporti organici tra la mostra e le aziende a tecnologia avanzata sul territorio, con l'Università, il Politecnico, i centri di ricerca. Al successo hanno contribuito alcuni giovani creativi che traducevano le rigorose problematiche scientifiche in divertenti exhibit immersivi e/o interattivi.

## Tematiche trattate
In vent'anni il tema scientifico di Experimenta ha toccato: biologia e biotecnologie, lo sport, il cervello, l'Intelligenza Artificiale, l'astronomia, l'esplorazione dello spazio, il cinema, l'energia, il mito del paranormale, le telecomunicazioni, l'informatica, la robotica, la lotta per la sopravvivenza, la montagna e la sfida olimpica.
I temi hanno costeggiato gli sviluppi della ricerca, ma anche i problemi e le inquietudini che talvolta il progresso scientifico porta con sé; il tutto evitando mitizzazioni trionfalistiche (che sarebbero, tra l'altro, antiscientifiche). Negli anni, gli exhibit sono divenuti tecnologicamente più sofisticati.

## Cambiamenti avvenuti
È cambiata la sede, da Villa Gualino al Parco Michelotti, sono cambiati molti membri del comitato scientifico. Ma non è cambiato il principio-base: fare e divertirsi per poi capire e imparare.
In questo contesto la mostra ha consentito ai visitatori di partecipare attivamente agli esperimenti sul tema scelto che normalmente durava dalla primavera all'autunno.

## Edizione del 2004
Nel corso dell'edizione 2004, dedicata alla sopravvivenza sportiva, è stato installato un "ponte tibetano" che è entrato nel Guinness dei primati come il più lungo al mondo (374,12 m).
Era teso sopra le acque del Po, dalla riva di Experimenta al Parco Michelotti fino all'incrocio di corso Regina Margherita, sull'altra sponda del fiume.